# Karácsonyi Béla
Karácsonyi Béla (Budapest, 1919. november 1. – Szeged, 1995. május 24.) Kossuth-díjas történész, középlatin filológus, egyetemi docens, könyvtárigazgató.

## Kutatási területe
Medievisztika. Klasszika-filológia.

## Életpályája
Felsőfokú tanulmányokat a budapesti egyetemen folytatott (1937–1942). 1942-ben szerezte meg történelem-latin-angol szakos középiskolai tanári oklevelét és megvédte bölcsészdoktori disszertációját. Középiskolában tanított és tankönyveket írt, tanári- és tankönyvírói munkájáért 1948-ban Kiváló munkás, 1949-ben Kossuth-díjat kapott.
1950-1972 között a szegedi egyetem Középkori Magyar Történeti Tanszékére került intézeti tanári és kutatói állásba, 1952-ben docensi kinevezésben részesült. Hamar kitűnt kiváló előadó képességével, tanulható egyetemi jegyzeteket írt, a magyar királyság történelmét az ő előadásaiból és jegyzeteiből lehetett legjobban megtanulni. Iskolateremtő tanár volt, sokat foglalkozott tehetséges tanítványaival, köztük Soós Katalin, Kulcsár Péter, Kristó Gyula, Makk Ferenc, Szegfű László, stb. Tanítványai szép tudományos előrehaladást értek el az új szovjet típusú tudományos fokozatok megszerzésében, Karácsonyi Bélát ez a fajta tudományos karrier nem kecsegtette.
1973-ban a szegedi Egyetemi Könyvtár igazgatói állásása üresen maradt, az addigi igazgatót, Havasi Zoltánt az Országos Széchényi Könyvtár főigazgató-helyettesévé nevezték ki. A szegedi Egyetemi Könyvtár igazgatói állását Karácsonyi Béla pályázta meg, amelyet meg is kapott, s 1989. december 31-i nyugdíjazásáig e munkakörben tevékenykedett. Sokat tett a könyvtárért mind az új, mind a régi könyvek beszerzése és feldolgozása terén. Érdemes feljegyezni ösztönös előrelátását, régi könyvek budapesti árverésein szakértő munkatársaival jelent meg az 1980-as években, abban az időszakban olyan értékes könyveket szerzett be az Egyetemi Könyvtár számára, amelyekhez a későbbiekben megközelítőleg hasonlóan kedvező áron már nem juthatott volna hozzá az intézmény. Könyvtárigazgatói tevékenysége mellett továbbra is adott órákat az egyetemen, fő aktivitási területe azonban a könyvtár igazgatása lett. A minőségjavításért sokat tett, ösztönözte a munkatársakat az ELTE könyvtárszak elvégzésére. Sokszor maga vette kézbe a szakmai továbbképzést, például megtanította a könyvtári címleírókat a különböző metszésű gót betűk olvasására, hogy könnyebb legyen megbirkózni a gót betűs könyvek leírásával. A szakmai továbbképzés mellett helyt adott a könyvtárosok tudományos tevékenységének is.

## Szerkesztéseiből
- Alapította és szerkesztette az Egyetemi Könyvtár Dissertationes ex Bibliotheca Universitatis de Attila József nominatae c. kiadvány évente megjelenő köteteit. (1. 1976-10. 1986. ISSN 0134-1936)

## Munkái (válogatás)
- A magyar nép története az Árpád-korban : [gépirat]. Szeged : BTK Jegyzetkészítő Iroda, 1950/51. 74 p.
- A magyar nép története az Árpád-kor végéig : bölcsészettudományi kari jegyzet : kézirat gyanánt. Szeged : Szegedi Tudományegyetem Bölcsészettudományi Karának Tanulmányi Osztálya, 1952. 206 p.
- Az 1514. évi magyarországi parasztháború. Budapest : Szikra K., 1952. 43 p.
- Mohács. Budapest : 1952. 43 p.
- A magyar nép története. 1. köt. 1526-ig. (Társszerzőkkel, Budapest, 1951. 115 p.; 2. kiad. 1953.; 3. kiad. 1954.
- Tanulmányok a magyar-lengyel krónikáról. Szeged, 1964. 63 p.
- Chroniea Hungaro-Poloniea. Pars 1. (Textus eum varietate leetionum.) Szeged, 1969. 76 p.
- Diplomata historiam dominii Matthaei de genere Chak illustrantia. Oklevelek a Csák-territórium történetéhez. (Kristó Gyulával) Szeged, 1971. 40 p.
- Néhány kronológiai probléma középkori elbeszélő forrásaink szövegében. In: Középkori kútfőink kritikus kérdései. Budapest 1974.
- Janus Pannonius és a centralizáció. In: Janus Pannonius. (Tanulmányok.) Budapest, 1975.
- A magyarországi rendiség történetéhez. In: Fejezetek a régebbi magyar történelemből. 1. köt. Budapest, 1981.
- Gellért püspök: elmélkedés a tudós Isingrimus számára a három ifjú himnuszáról. Negyedik könyv. Ford. (Szegfű Lászlóval) In: A magyar középkor irodalma. Budapest, 1984.
- Sylvester János saját kezű számlája 1544-ből. (Társszerzőkkel) In: Magyar Könyvszemle, 1989.
- Deliberatio Gerardi Moresanae aecclesiae episcopi Supra hymnum Trium puerorum = Elmélkedés : Gellért, a marosi egyház püspöke a három fiú himnuszáról / ed., transl. Béla Karácsonyi, László Szegfű. – Szeged : Scriptum, 1999. – XII, 765 p ;  Bibliogr.: p. 745-764. – ISBN 963 8335 71 8 (Középkori latin irodalom; Dániel könyve).
- Retroversio : latin grammatika a gyakorlatban / Karácsonyi Béla ; szerk. Szegfű László ; (a szöveget gondozta Dér Terézia, Galántai Erzsébet). – Szeged : Belvedere Meridionale, 2000. – 251 p. (Belvedere segédkönyvtár, ISSN 1585-1540 ; 1.) ISBN 963 00 3070 5

## Tudományos tisztsége
- MTA Medievisztikai Munkabizottsági tag.

## Társasági tagság
- Ókortudományi Társaság;
- Magyar Történelmi Társulat.